# Сухода
Сухода — река в России, протекает по Ивановской области. Устье реки находится в 32 км по левому берегу реки Ухтома. Исток находится юго-западнее населённого пункта Вязовицы Большие Ильинского района Ивановской области. Длина реки составляет 46 км, площадь водосборного бассейна — 399 км². Не судоходна.
Вдоль русла реки расположены населённые пункты (от устья к истоку): Болгачиново, Коварчино Аньковского сельского поселения, Еремеево.

## Данные водного реестра
По данным государственного водного реестра России относится к Окскому бассейновому округу, водохозяйственный участок реки — Нерль от истока и до устья, речной подбассейн реки — бассейны притоков Оки от Мокши до впадения в Волгу. Речной бассейн реки — Ока.
Код объекта в государственном водном реестре — 09010300812110000032449.

## Притоки
(от устья к истоку)
- река Пелжанка (левый)
- 12 км: река Богдановка (правый)
- 23 км: река Шора (правый)
- река Ниченка (левый)